# Marcos Berríos
Marcos Gabriel Berríos (Fort Campbell, gennaio 1984) è un astronauta statunitense.
Nel 2021 venne selezionato dalla NASA come candidato astronauta del Gruppo 23. Iniziò l'addestramento astronautico di base al Johnson Space Center nel gennaio 2022 e lo concluse nel marzo 2024.